# 2. deild Wysp Owczych (1999)
W roku 1999 odbyła się 56. edycja 2. deild Wysp Owczych – drugiej ligi piłki nożnej Wysp Owczych. W rozgrywkach brało udział 10 klubów z całego archipelagu. Klub z pierwszego miejsca awansował do 1. deild, a w tym sezonie był to FS Vágar. Kolejny klub uzyskał prawo do gry w barażach, które LÍF Leirvík przegrał z SÍ Sumba i pozostał w drugiej lidze. Drużyna z ostatniego miejsca (Skála ÍF) automatycznie spadała do ligi trzeciej, zaś przedostatnia rozgrywała baraż, który KÍ II Klaksvík wygrał z klubem B68 II Toftir i pozostała w drugiej lidze.

## Uczestnicy
| Uczestnicy 2. deild Wysp Owczych 1998                                                                         | Uczestnicy 2. deild Wysp Owczych 1998 | Uczestnicy 2. deild Wysp Owczych 1998 | Uczestnicy 2. deild Wysp Owczych 1998 |
| --- | ------------------------------------- | ------------------------------------- | ------------------------------------- |
| LÍF | LÍF Leirvík                           | 2                                     |                                       |
| FSV | FS Vágar                              | 3                                     |                                       |
| Royn | Royn Hvalba                           | 4                                     |                                       |
| KÍII | KÍ II Klaksvík                        | 5                                     |                                       |
| GÍ II | GÍ II Gøta                            | 6                                     |                                       |
| HBII | HB II Tórshavn                        | 7                                     |                                       |
| NSÍII | NSÍ II Runavík                        | 8                                     |                                       |
| EBS | EB/Streymur                           | 9                                     |                                       |
| Spadek z 1. deild Wysp Owczych 1998                                                                           |                                       |                                       |                                       |
| TB | TB Tvøroyri                           | 10                                    |                                       |
| Awans z 3. deild Wysp Owczych 1998                                                                            |                                       |                                       |                                       |
| SKÁ | Skála ÍF                              | 1                                     |                                       |
| Oznaczenia: - kolumna pierwsza – skróty nazw drużyn, - kolumna trzecia – miejsce zajęte w poprzednim sezonie. |                                       |                                       |                                       |

## Tabela ligowa
| Lp. | Drużyna          | M  | Z  | R | P  | Bramki | Bramki | Różn. | Pkt | Uwagi              |
| --- | ---------------- | -- | -- | - | -- | ------ | ------ | ----- | --- | ------------------ |
| 1   | FS Vágar (M) (A) | 18 | 16 | 0 | 2  | 78     | 27     | +51   | 48  | Awans do 1. deild  |
| 2   | LÍF Leirvík      | 18 | 12 | 3 | 3  | 38     | 21     | +17   | 39  | Baraże o 1. deild  |
| 3   | TB Tvøroyri      | 18 | 10 | 1 | 7  | 58     | 44     | +14   | 31  |                    |
| 4   | HB II Tórshavn   | 18 | 8  | 4 | 6  | 42     | 36     | +6    | 28  |                    |
| 5   | Royn Hvalba      | 18 | 7  | 3 | 8  | 30     | 34     | −4    | 24  |                    |
| 6   | NSÍ II Runavík   | 18 | 7  | 2 | 9  | 37     | 45     | −8    | 23  |                    |
| 7   | GÍ II Gøta       | 18 | 5  | 4 | 9  | 34     | 59     | −25   | 19  |                    |
| 8   | EB/Streymur      | 18 | 4  | 5 | 9  | 24     | 43     | −19   | 17  |                    |
| 9   | KÍ II Klaksvík   | 18 | 4  | 3 | 11 | 25     | 39     | −14   | 15  | Baraże o 2. deild  |
| 10  | Skála ÍF (S)     | 18 | 3  | 3 | 12 | 29     | 68     | −39   | 12  | Spadek do 3. deild |

### Baraże o 2. deild
| Drużyna 1                            | Wynik dwumeczu | Drużyna 2     | Pierwszy mecz | Drugi mecz |
| ------------------------------------ | -------------- | ------------- | ------------- | ---------- |
| KÍ II Klaksvík                       | 7-2            | B68 II Toftir | 5:1           | 2:1        |
| Po lewej gospodarz pierwszego meczu. |                |               |               |            |

| 28 września 1999 | KÍ II Klaksvík                                                                     | 5:1   | B68 II Toftir       |                                                         |
|                  | ? 60' (sam.) · Helmar Lassen 62', 86' · Niclas Niclassen 74' · Meinhard Hansen 84' | (0:0) | 88' Rógvi Fossdalsá | Djúpumýra, Klaksvík Sędzia: Petur Reinert (LÍF Leirvík) |
|                  | 45' Mannbjørn Nesá · 79' Johannes Petersen                                         | (0:0) |                     | Djúpumýra, Klaksvík Sędzia: Petur Reinert (LÍF Leirvík) |

| 30 września 1999                           | B68 II Toftir | 1:2   | KÍ II Klaksvík                               |                                                         |
|                                            | ? 59' (sam.)  | (0:1) | 44' Helmar Lassen · 66' Poul Juul Wilhelmsen | Svangaskarð, Toftir Sędzia: Petur Reinert (LÍF Leirvík) |
| Johannes Petersen 18' · Mannbjørn Nesá 45' |               | (0:1) |                                              | Svangaskarð, Toftir Sędzia: Petur Reinert (LÍF Leirvík) |

KÍ II Klaksvík w wyniku meczów barażowych pozostał w drugiej lidze.